# Pedicularis tripinnata
Pedicularis tripinnata är en snyltrotsväxtart som beskrevs av M. Mart. och Gal.. Pedicularis tripinnata ingår i släktet spiror, och familjen snyltrotsväxter. Inga underarter finns listade i Catalogue of Life.